# Ernesto Palacios de la Prida
Ernesto Palacios de la Prida (Alcalá de Guadaíra, provincia de Sevilla, 13 de noviembre de 1943-ibídem, mayo de 2000), fue un jugador de ajedrez español.

## Resultados destacados en competición
Fue campeón de España en el año 1970 superando al maestro internacional Ricardo Calvo Mínguez y subcampeón en 1975 por detrás de José Miguel Fraguela. Ganó también otros campeonatos nacionales, dos veces campeón de España juvenil en los años 1962 y 1963 y subcampeón en 1961, y el campeonato de España escolar de 1957
.
Participó representando a España en una Olimpíadas de ajedrez de 1968 en Lugano y en una Copa Clare Benedict en el año 1971 en Madrid.
Durante su carrera deportiva jugó con los clubs Schweppes, Málaga y Círculo de Labradores, regresando en 1994 a la Peña Ajedrecística Oromana donde continuaría hasta su fallecimiento. Seis veces campeón absoluto de Sevilla.